# تشارلز فريدريك ماينارد
تشارلز فريدريك ماينارد (بالإنجليزية: Frederick Maynard)‏ هو مدافع عن الحقوق المدنية أسترالي، ولد في 4 يوليو 1879 في نيوساوث ويلز في أستراليا، وتوفي بنفس المكان في 9 سبتمبر 1946.